# Голдобін Валерій Петрович
Валерій Петрович Голдобін (нар. 9 травня 1946, Горлово, Скопинський район, Рязанська область) — радянський хокеїст, воротар. Заслужений тренер УРСР (1989).
Вихованець московської команди «Крила Рад». Виступав за команди «Супутник» з Нижнього Тагілу, свердловський «Автомобіліст», омський «Шинник», київський «Сокіл», «Рубін» з Тюмені й київський «Машинобудівник».
У вищій лізі провів чотири сезони (41 матч). Переможець двох турнірів у першій лізі (1972, 1978). За ігрову кар'єру провів близько 400 лігових матчів. Майстер спорту СРСР (1971).
З 1981 року працював у спортивній дитячо-юнацькій школі олімпійського резерву «Сокіл». Був другим тренером національної збірної України, київського «Сокола», нижньокамського «Нафтохіміка», новосибірського «Сибіру», «Торпедо» з Нижнього Новгорода та інших команд.